# Angern
Angern es un municipio situado en el distrito de Börde, en el estado federado de Sajonia-Anhalt (Alemania), a una altitud de 43 metros. Su población a finales de 2015 era de unos 2020 habitantes y su densidad poblacional, 22 hab/km².
Se encuentra junto a la orilla oeste del río Elba.

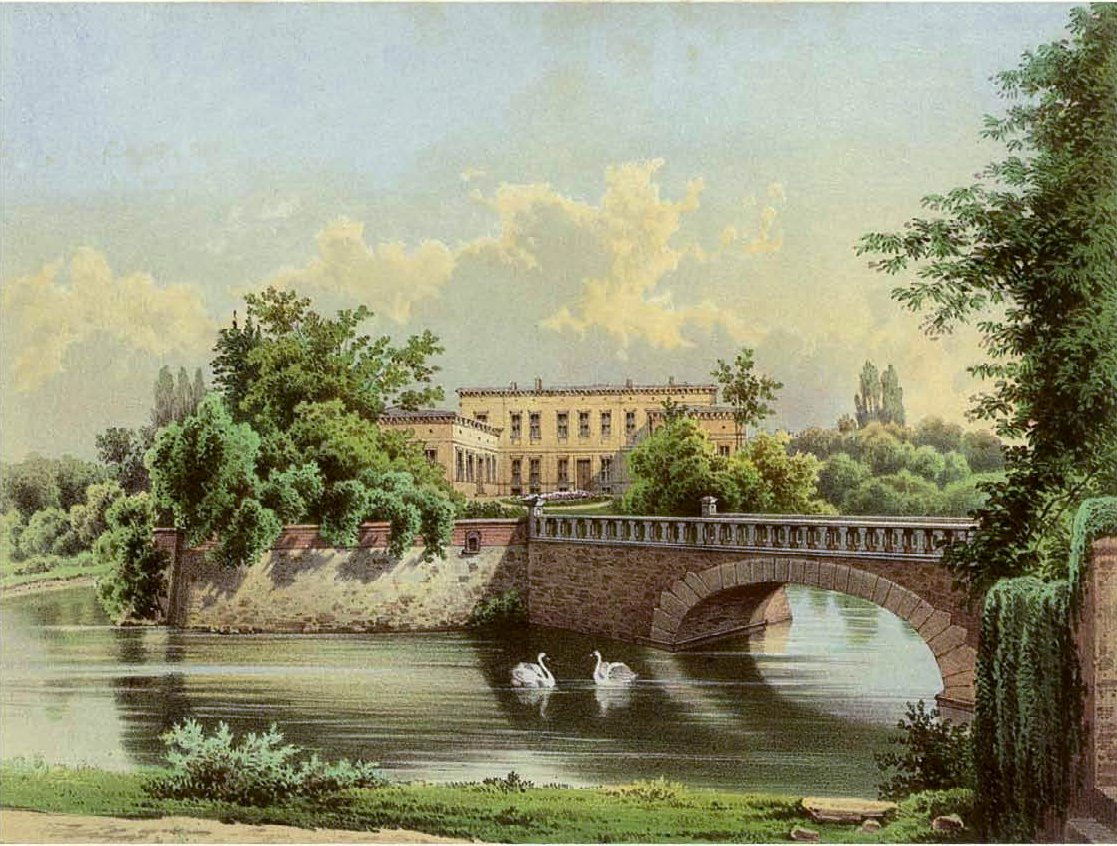
Palacio de Angern en torno a 1860. Edición por Alexander Duncker.